# Дело ЦДУМ
Де́ло ЦДУМ — два связанных между собой уголовных процесса, сфабрикованных в 1936—1938 годах сотрудниками НКВД РСФСР в отношении руководителей Центрального духовного управления мусульман (ЦДУМ). Их обвиняли в создании «шпионско-диверсионной повстанческой организации». Лидерами организации были названы умерший незадолго до возбуждения дела глава ЦДУМ Ризаитдин Фахретдинов и Кашаф Тарджиманов. По версии следствия обвиняемые планировали закрыть ЦДУМ, чтобы вызвать «возбуждение верующих против советской власти». Кроме того, были добавлены обвинения в связи с татарской белой эмиграцией в Японии, Германии и Финляндии, контрреволюционной пропаганде. Обвиняемых (более 30 человек) судили в двух городах — в Москве и в Уфе. Большинство из них были расстреляны или умерли в тюрьме (в том числе два сына Ризаитдина Фахретдинова).
Несмотря на сравнительно небольшое число осужденных, «Дело ЦДУМ» стало главным уголовным делом в отношении советского мусульманского духовенства. Следствие исходило из того, что в разных городах СССР местные мусульманские духовные авторитеты, подчинявшиеся ЦДУМ (или просто контактировавшие с ним в 1920-е годы), могли быть руководителями филиалов подчинявшейся ЦДУМ «контрреволюционной организации». В ряде городов СССР в 1936—1940 годах были возбуждены дела-«отголоски» в отношении мусульманских духовных лиц, которых обвиняли в том, что они вели антисоветскую деятельность по заданиям осужденных по «делу ЦДУМ». Общее количество казненных по делам-«отголоскам» (более 100 человек) намного превысило число расстрелянных по «делу ЦДУМ».

## Предыстория: ЦДУМ до 1936 года

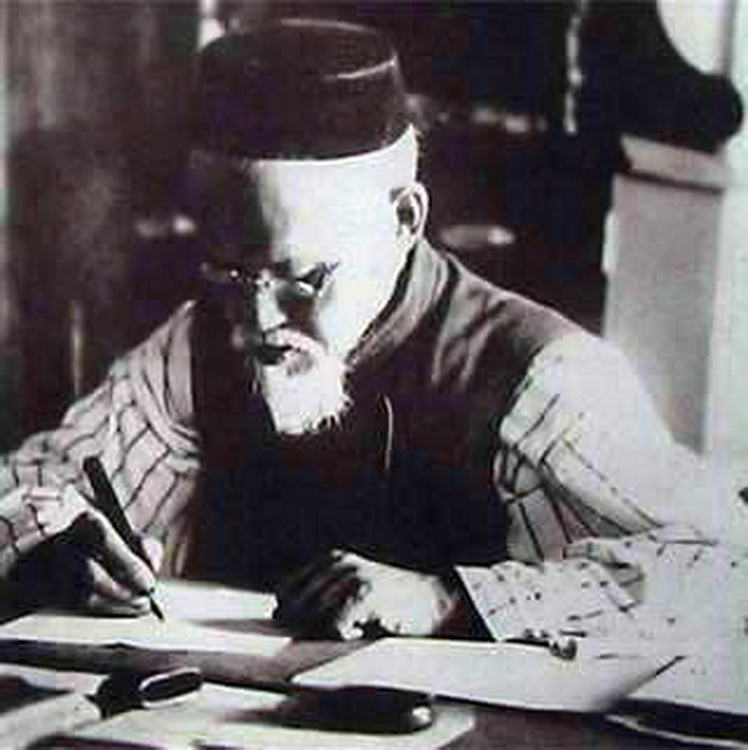
Ризаитдин Фахретдинов, руководивший ЦДУМ до 1936 года

В первые годы советской власти большевики относились к исламу и мусульманскому духовенству значительно лучше, чем, например, к Русской православной церкви. Это было связано как с внешнеполитическим фактором (расчет на продвижение идеи мировой революции в мусульманские страны и территории), так и внутриполитическим фактором (конкуренцией с религиозными элитами Средней Азии). До 1929 года репрессии в отношении мусульманского духовенства были относительно мягкими и спорадическими.
Мусульманское духовенство СССР в 1920-е годы воссоздало свои организационные центры в виде духовных управлений. В масштабах СССР в этот период ведущую роль играло Центральное духовное управление мусульман (ЦДУМ), созданное в 1920 и зарегистрированное властями РСФСР в 1923 году. Резиденция ЦДУМ находилась в Уфе. ЦДУМ являлось правопреемником старейшего духовного управления мусульман СССР — Оренбургского магометанского духовного собрания. Руководителем ЦДУМ до 1936 года был мусульманский богослов муфтий Ризаитдин Фахретдинов. Юрисдикция ЦДУМ распространялась на всю территорию РСФСР (кроме Крыма и Северного Кавказа). Таким образом по территории юрисдикции и по числу верующих ЦДУМ было самой крупной мусульманской организацией Советского Союза.
ЦДУМ в 1920-е годы стремилось распространить свое влияние не только на РСФСР, но и на Среднюю Азию.
Среднеазиатское духовенство в организационном плане отличалось от волго-уральского тем, что не имело крупных объединений. Фактически муллы Средней Азии не подчинялись никому. ЦДУМ приступило к формированию таких религиозных объединений в Средней Азии и Казахстане. В середине 1920-х годов действовал муфтият Узбекской ССР в Ташкенте, но он не пользовался существенным влиянием среди духовенства этой республики. Более того, на территории Узбекской ССР в этот период существовал ряд независимых духовных управлений.
По состоянию на 1927 год отдельные духовные управления мусульман действовали в Самарканде, Коканде, Андижане, Намангане, Маргелане, Старой Бухаре и Хиве. В 1926 году представитель ЦДУМ был направлен в Туркмению.
Объединение советских мусульман вокруг одного духовного центра в 1920-е годы не состоялось благодаря усилиям Восточного отдела ОГПУ, который организовал движение за автономию духовных управлений «восточных республик» от ЦДУМ. В результате этой политики ЦДУМ потерял контроль над управлениями Средней Азии и Казахстана. В 1928 году из-под юрисдикции ЦДУМ вышел советский Казахстан.
Но наиболее сильной оппозицией ЦДУМ стало башкирское духовенство. В декабре 1917 года было создано Башкирское духовное управление мусульман. Его появление практически совпало с провозглашением Башкирской автономии в ноябре 1917 года. 20 марта 1919 года было заключено соглашение автономистов и большевиков о создании Башкирской АССР. 14 июня 1922 года к ней была присоединена Уфимская губерния. Советская власть в 1924 году зарегистрировала Башкирское духовное управление мусульман, которое стало в жесткую оппозицию к ЦДУМ.
В январе 1926 года Башкирское духовное управление издало циркуляр против ЦДУМ, который требовал «запретить старому Управлению внесение раздора именем религии в пределах государства бедного башкирского народа». Этот циркуляр требовал выселить ЦДУМ из его здания в Уфе и запрещал собирать средства для этой организации.
Члены ЦДУМ рассматривали Башкирское духовное управление как незаконное, так как ислам не делит верующих по национальному признаку. Башкирское духовное управление мусульман контролировало меньшую часть мусульманских приходов (даже в Башкирской АССР в 1929 году из 2300 мусульманских приходов только 500 признали его юрисдикцию), но организационный раскол ослаблял позиции ЦДУМ. Советская власть поддерживала противоборство двух духовных управлений, ослабляя ЦДУМ.
На рубеже 1929—1930 годах в связи с коллективизацией и изменением внешнеполитического курса (крахом надежд на совершение мировой революции «руками Востока») политика советской власти в отношении мусульман резко ужесточилась. Об этом свидетельствовал Петр Смидович, который в мае 1930 года в Уфе принял и выслушал председателя Центрального духовного управления мусульман Ризаитдина Фахретдинова. По итогам встречи Смидович обратился с докладной запиской к Михаилу Калинину. В ней он сообщал:

Все религиозные организации мусульман находятся накануне полнейшего разрушения и исчезновения с лица земли. Пока закрылось 87 % мухтасибатов (мусульманские епископаты), из 12 000 мечетей закрыто более 10 000, от 90 до 97 % мулл и муэдзинов лишены возможности отправлять культ… Положение по мусульманскому культу хуже, чем по другим культам, но, в общем, рисует характерную для всех культов картину…
Волна гонений в отношении мусульманского духовенства завершилась к концу 1930 года серией уступок верующим. Власти вернули часть ранее отобранных мечетей, были осуждены некоторые местные активисты, закрывавшие мечети. Был создан специальный орган, который осуществлял защиту верующих и духовенства и следил за тем, чтобы местные власти не нарушали их права. Им стала Постоянная комиссия по культовым вопросам при Президиуме ВЦИК СССР (создана в мае 1929 года), которую возглавлял Петр Смидович. На местах (далеко не везде) создавались культовые комиссии, подчиненные Комиссии Смидовича. Они должны были рассматривать жалобы на нарушения прав верующих.
Возврат части мечетей не привел к восстановлению их числа до коллективизации. Например, в Башкирской АССР в 1927 году действовали 2414 мусульманских приходов, тогда как в 1934 году в республике было только 924 мусульманских прихода. Таким образом, несмотря на возврат части зданий, общее количество мечетей в Башкирии за 1927—1934 годы сократилось более, чем в 2,5 раза.
Активности комиссии Смидовича хватило не надолго. С 1933 года комиссия Смидовича (его сменил в 1935 году юрист Петр Красиков) осуществляла правозащитную деятельность непоследовательно и эпизодически, причем порой правозащитные усилия Комиссии перекрывались уступками сторонникам борьбы с религией.
В 1934 году Комиссия была формально упразднена, но ее полномочия были сразу же переданы новому органу, который возглавил тот же Смидович — Постоянной комиссии по рассмотрению культовых вопросов при Президиуме ЦИК СССР. В апреле 1938 года Комиссия была формально упразднена, а все вопросы, связанные с религией, переданы НКВД СССР. Таким образом верующих должны были защищать сотрудники той структуры, которая фабриковала на них уголовные дела.

## Возбуждение дела
В 1936 году в СССР начался Большой террор. В его период советская власть решила отказаться от практики поддержки организационного раскола в мусульманской среде, перейдя к репрессиям в отношении всего мусульманского духовенства. Здесь политика была аналогичной той, что проводилась в отношении православного духовенства: до Большого террора советская власть поддерживала церковный раскол и подвергала репрессиям в основном тех служителей, которые были верны канонической церкви. В период Большого террора репрессиям и расстрелам в равной мере подвергались служители канонической церкви и их противники (обновленцы), которых до того власти особенно не трогали. Более того, власти ликвидировали раскольничий Синод обновленцев (заставив его самораспуститься) и уничтожили многих его членов: в 1937—1938 годах погибли в лагерях или были расстреляны видные деятели обновленцев.
С началом Большого террора власти ликвидировали организационный раскол в мусульманской среде, полностью уничтожив лояльное им Духовное управление мусульман Башкирской АССР. В 1936 году умер муфтий этого духовного управления Мутыгулла Гатауллин. Затем властями были уничтожены архив и документация этого управления мусульман, а его здание Постановлением Президиума Башкирского ЦИК от 9 февраля 1937 года передали Башкирской областной детской комиссии. Советские власти объявили о слиянии ЦДУМ и Духовного управления мусульман Башкирии. Юридически же слияние двух духовных управлений проведено не было. На это указывает заключение юрисконсульта Совета по делам религиозных культов Федуловой от 16 октября 1957 года, в котором сообщается, что Духовное управление мусульман Европейской части СССР и Сибири не является правопреемником Духовного управления мусульман Башкирии. Духовенство Духовного управления мусульман Башкирской АССР в значительной мере погибло в годы Большого террора.
Одновременно с ликвидацией башкирского Духовного управления репрессии обрушились на Центральное духовное управление мусульман. 12 апреля 1936 года скончался председатель Центрального духовного управления мусульман Ризаитдин Фахретдинов. Советские власти не дали согласия на проведение съезда для избрания его преемника. Исполняющим обязанности муфтия стал Габдрахман Расулев. 
Смерть Фахретдинова стала сигналом к началу репрессий против руководства ЦДУМ. 19 апреля 1936 года (то есть через неделю после смерти Фахретдинова) в Уфе был арестован Шараф Шарафутдинов, казначей ЦДУМ. В августе 1936 года Шарафутдинов был осужден по пунктам 10 — 11 статьи 58 Уголовного кодекса РСФСР к 5 годам лишения свободы за то, что «будучи участником контрреволюционной националистической организации, принимал активное участие по организационному сколачиванию контрреволюционного мусдуховенства для борьбы с Советской властью и для распространения среди своих единомышленников идеи отрицания Советского строя». В приговоре не было ничего удивительного — Шарафутдинов ранее был судим, срок получил небольшой и должен был быть этапирован из уфимской тюрьмы в концлагерь.
Началом «дела ЦДУМ» стали события в Москве. В мае 1936 года в Москве была арестована группа мусульманских духовных лиц и верующих из 27 человек: заместитель Фахретдинова Кашаф Тарджиманов, член ЦДУМ Зия Камали, имам-хатыб московской мечети Абдулла Шамсутдинов, инженер одного из московских заводов Мухаммад-Салих Ерзин и другие. На допросе Тарджиманов признался, что среди членов ЦДУМ и представителей духовенства обсуждался вопрос о самороспуске ЦДУМ.
Роспуск ЦДУМ действительно обсуждался в конце жизни Фахретдинова. У Тарджиманова были изъяты два документа, подтверждающие этот факт:
- Копия докладной записки № 1694 на имя Фахретдинова от 22 августа 1935 года, подписанная Тарджимановым. В ней Тарджиманов предлагал закрыть ЦДУМ в целях воздействия на советское правительство;
- Копия письменного предложения Фахретдинова членам ЦДУМ от 17 декабря 1935 года № 21 о проведении секретного заседания с целью обсуждения вопроса о закрытии ЦДУМ.

В самороспуске ЦДУМ не было ничего необычного. В 1928 году Тапи Ибрагимов демонстративно распустил Народное управление религиозными делами мусульман Крыма.
На допросе 16 июля 1936 года Тарджиманов признался, что был членом «центра контрреволюционной организации», якобы созданной в 1930 году. Утром 17 июля 1936 года в Уфе были арестованы Мулланур Усманов, Абдрахман Фахретдинов, Галей Сиразетдинов, Багаутдин Максютов и Гумда Хабиров. Следующим арестованным стал Галямутдин Ханисламов. Друг Ханисламова донес, что тот хочет бежать в Кашгарию. На момент предъявления этого обвинения Ханисламов уже был арестован по обвинению в хищении зерна.
Осенью 1936 года Тарджиманов на допросе показал, что летом 1935 года выезжал на реку Дёма на пикник с группой служителей культа. Там, по словам Тарджиманова, обсуждался вопрос о самороспуске ЦДУМ. После показаний Тарджиманова все участники «пикника на Деме» были арестованы.
Имам-хатыб московской мечети Абдулла Шамсутдинов сознался в том, что является руководителем «диверсионной контрреволюционной националистической организацией в СССР, созданной японской разведкой». После этого, 25 октября 1936 года обвинение в контрреволюционной организации было предъявлено осужденному в августе, но еще не этапированному в лагерь и сидевшему в уфимской тюрьме, Шарафу Шарафутдинову. Следователи ссылались на то, что Шарафутдинов тесно связан с уже признавшимся Абдуллой Шамсутдиновым.
В декабре 1936 года обвинение было окончательно сформулировано. Теперь московские и уфимские арестованные стали обвиняться в создании контрреволюционной повстанческой организации. Обвинение в участии в контрреволюционной повстанческой организации было предъявлено 15 декабря 1936 года Муллануру Усманову.

## Обвиняемые по «делу ЦДУМ»
«Дело ЦДУМ» рассматривалось в ряде городов РСФСР. Наиболее крупными были московская и уфимские группы. Их судили соответственно в Москве и в Уфе. Также были аресты в Харькове (как мулла местной мечети был арестован Шараф), Омске и Оренбурге.

### Уфимская группа
По уфимской группе были арестованы следующие лица:
- Шараф Шагар Шарафутдинов. Казначей ЦДУМ. 1877 года рождения. Судим. В 1928 году коллегией ОГПУ осужден за антисоветскую деятельность и организацию нелегальных религиозных курсов к 3 годам заключения в лагерь. Арестован 19 апреля 1936 года.
- Мулланур Багаутдинович Усманов, 1869 года рождения. Бывший крупный торговец. Во время Гражданской войны бежал в Японию, а затем в Харбин. Вернулся в СССР в 1925 году, работал продавцом. Осужден органами ОГПУ по Татарской АССР к 5 годам лишения свободы в 1928 году. Арестован утром 17 июля 1936 года после показаний Кашафа Тарджиманова;
- Мутагар Мирхайдарович Камалетдинов, муфтий Духовного управления мусульман Башкирской АССР;
- Галей Сиразетдинов. Арестован 17 июля 1936 года;
- Багаутдин Максютов. Арестован 17 июля 1936 года;
- Абдулхак Маннанов, бывший казый ЦДУМ.
- Зия Фаттахович Мужавиров, инженер управления Башнефти;
- Галямутдин Хуснутдинович Ханисламов, бывший редактор журнала «Дин ва Магишат»;
- Халим Кадырович Абдрахманов;
- Гарифьян Мухаметович Мустафин;
- Хабибулла Абдулхакович Ахтямов. Бывший мулла. Учитель;
- Гумда Сагдуллович Хабиров, преподаватель татарского языка. Арестован 17 июля 1936 года;
- Абдрахман Ризаетдинович Фахретдинов. Сын муфтия Ризаитдина Фахретдинова, редактор закрытых газет «Башкурдистан» и «Вакыт». Арестован 17 июля 1936 года. В конце 1936 года погиб в уфимской тюрьме. Осужден не был.
- Джахангир Талхович Абызгильдин. Имам-хатыб 1-й Уфимской мечети. Арестован в октябре 1936 года по показаниям Кашафа Тарджиманова как участник «пикника на Деме»;
- Ханафи Музафар. Арестован по показания Кашафа Тарджиманова как участник «пикника на Деме».
- Зия Камалетдинов (Зия Камали). Член ЦДУМ. Арестован и этапирован в Москву;
- Муса Шмаков. Специалист Южураллеса. Арестован, покончил с собой в тюрьме.

Таким образом, среди уфимской группы арестованных были как члены ЦДУМ, так и лица, не имеющие к нему никакого отношения.

### Московская группа
Московское управление НКВД занималось группой Тарджиманова. В Москве был арестован один из сыновей покойного муфтия Ризаитдина Фахретдинова Рашид. Также были привлечены Р. Хусаинов, Г. Мустафин и Нугуманов.
По делу ЦДУМ в Москве были осуждены 25 человек, в том числе::
- Кашаф Тарджиманов. Заместитель муфтия Фахретдинова, бывший редактор журнала «Ислам». Арестован в Москве в мае 1936 года;
- Зия Камали (Парвазетдин Ямалетдинович Камалитдинов). Член ЦДУМ, казый;
- Абдулла Хасанович Шамсутдинов. Имам-хатыб московской мечети. Арестован вместе с Тарджимановым;
- Мухаммад-Салих Ерзин, инженер. Арестован вместе с Тарджимановым.
- Бадретдин Девишев, научный сотрудник. Арестован вместе с Тарджимановым.
- * А.-Х. Казаков, служащий. Арестован вместе с Тарджимановым.

### Казанская группа
По делу ЦДУМ был арестован ряд лиц в Казани. Среди них был Хади Атласов, в прошлом депутат Государственной думы II созыва, которые ранее уже осуждался за выступления против перевода графики татарского языка на латиницу (арестован 27 июля 1936 года).

### Омск
По делу ЦДУМ также был арестован имам омской мечети Галя Галиевич Гимуш.

## Обвинения
Первоначальное обвинение сводилось к тому, что подозреваемые собирались объявить о закрытии ЦДУМ, чтобы вызвать недовольство верующих советской властью. После того как Кашаф Тарджиманов признался, что действительно среди руководства ЦДУМ и части духовенства вопрос о закрытии ЦДУМ обсуждался, в Уфе прошла волна арестов. В частности, Тарджиманов рассказал, что в октябре 1935 года был участником «пикника на Дёме», в ходе которого сообщил присутствующим, что следует закрыть ЦДУМ, так как эта организация не приносит пользы верующим, а лишь служит для советской власти символом свободы совести в СССР.
16 июля 1936 года Кашаф Тарджиманов признался, что был членом «центра контрреволюционной организации», созданного в 1930 году, и назвал своих сообщников. Кроме того, К. Тарджиманов показал, что этот центр имел связи с посольствами Афганистана, Турции и Японии. Это дало возможность следователям квалифицировать деятельность группы мусульманского духовенства как связанную с иностранными разведками. 17 июля 1936 года у арестованного Мулланура Усманова были изъяты штампы на английском языке с надписью «Япония» и альбом об Японии. Это облегчило предъявление обвинения о связях с японской разведкой.

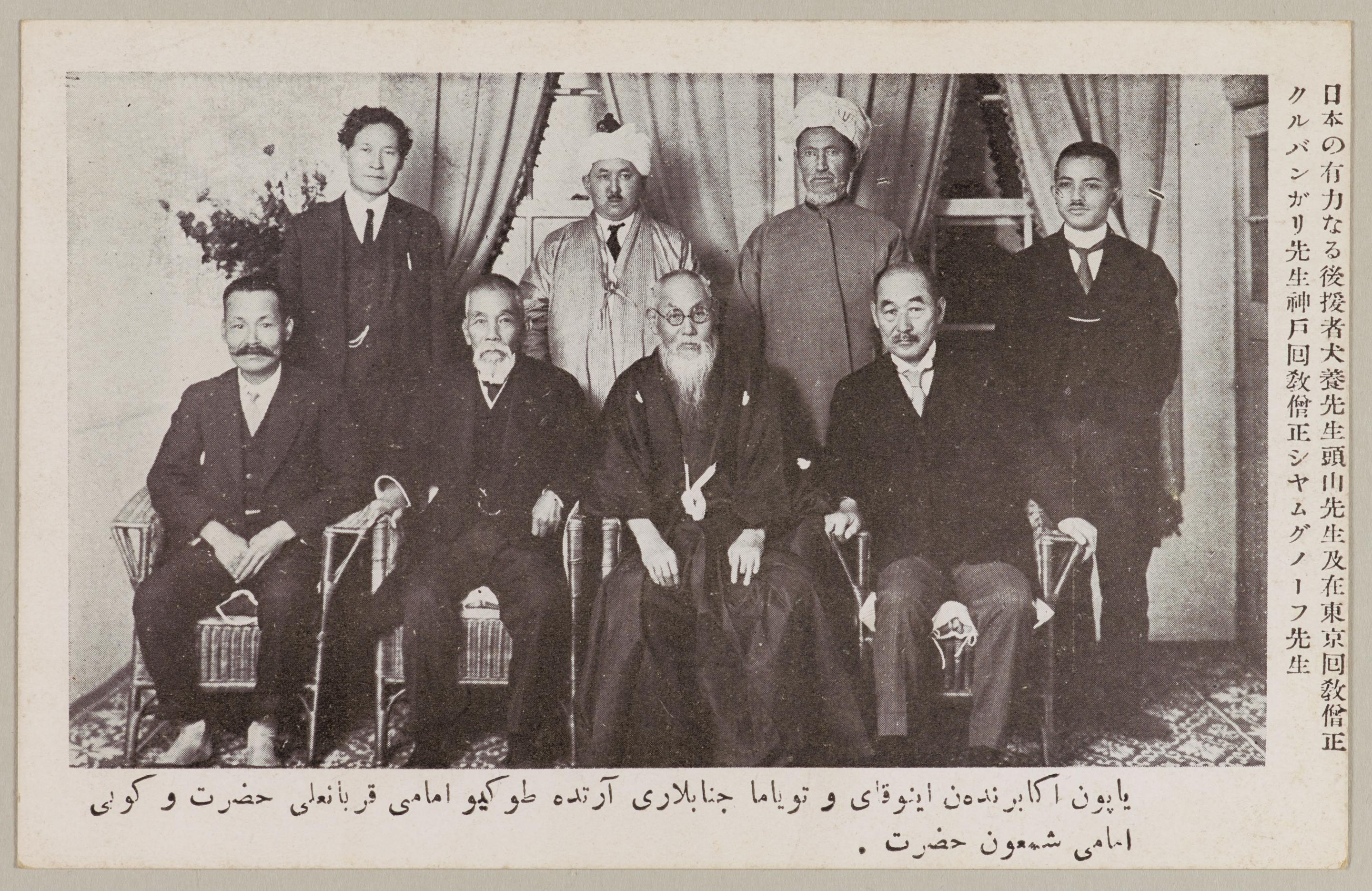
Начало 1930-х годов. Лидеры японских националистов и тюркских сообществ страны. Мухаммед-Габдулхай Курбангалиев — второй слева в заднем ряду

В Японии и подконтрольном ей Маньчжоу-Го к 1936 году проживала значительная мусульманская белая эмиграция. Она образовалась после того, как границу с Маньчжурией перешли в ноябре 1920 года остатки разбитых белых частей, среди которых были две тысячи башкир-белогвардейцев. 20 ноября 1920 года их идейный лидер «великий имам Дальнего Востока» Мухаммед-Габдулхай Курбангалиев, перейдя в Маньчжурию, призвал башкир там остаться и прекратить вооруженную борьбу с Россией (вопреки позиции атамана Григория Семенова, который настаивал на продолжение борьбы в Приморье).
В Японии «великий имам Дальнего Востока» Курбангалиев контактировал с властями. Там он пропагандировал идею некой общности урало-алтайских народов («Великую Азию») от Урала до Фудзи. На основе этой общности Курбангалиев предлагал создать независимое исламское государство под контролем Японии, включив в него также Среднюю Азию и Синьцзян. Курбангалиев спорил с Гаязом Исхаки, который выступал за создание тюркско-мусульманского государства между Волгой и Уралом.
Взгляды Курбангалиева были известны советским властям. Интерес к нему усилился после того, как в 1932 году на границе с СССР Япония создала Маньчжоу-Го. В 1932—1934 годах властями были арестованы почти все родственники, многие соседи и знакомые Курбангалиева, остававшиеся в СССР. Башкирские и татарские эмигранты рассматривались в СССР как «агенты японской разведки», а связанные с ними лица как «члены контрреволюционной белогвардейской эмигрантской организации».
Обвинения были открытыми. В 1937 году вышел сборник статей «О некоторых методах и приемах иностранных разведывательных органов и их троцкистско-бухаринской агентуры». В нем С. Уранов сообщал следующее:

Ставя ставку на организацию массовых диверсионных актов в глубоком тылу СССР (Средняя Азия, Урал, Татария), японская военщина поддерживает тесный контакт с эмигрантскими центрами кулацко-басмаческих, пантюркистских и пан-исламистских контрреволюционных группировок. На Ближнем Востоке и в Европе японцы открыто поддерживают лидеров контрреволюционной мусульманской эмиграции. В Японии главным организатором шпионской и диверсионной работы по «мусульманской линии» является мулла Курбангалиев, давно состоящий на службе у японской разведки
Также следствие по «Делу ЦДУМ» установило, что Ханисламов был знаком с Курбангалиевым до 1917 года, поддерживал с ним связь в советское время и с его помощью намеревался бежать за границу — в Кашгарию. Сам Ханисламов на допросе 26 августа 1936 года утверждал, что лично не встречался Курбангалиевым:
Курбангалиева Габдулхая знаю как корреспондента журнала «Дин ва Магишат», лично не встречался. В 1932 г. был в доме у Юлдашева, там был Гатауллин и др., говорили о Курбангалиеве
Абдурахман Фахретдинов показал, что его отец Ризаитдин Фахретдинов переписывался с мусульманами-белоэмигрантами, но заявил, что о содержании переписки не знал. 3 августа 1936 года Абдурахман был обвинен в том, что скрыл сведения о контрреволюционной деятельности К. Тарджиманова и его окружения. На допросе 25 октября 1936 года Абдурахман признал свое участие в контрреволюционной деятельности своего отца.
В октябре 1936 года к делу ЦДУМ в качестве свидетеля была привлечена женщина-казый, член ЦДУМ Мухлиса Буби. После первого допроса 19 октября 1936 года Буби стала обвиняемой по статье 58.4.11 Уголовного кодекса РСФСР.
15 декабря 1936 года обвинение было переквалифицировано на более тяжкую статью. Обвиняемым были вменены связи с иностранными разведками. Теперь версия следствия была такой: покойный муфтий Ризаитдин Фахретдинов и Кашаф Тарджиманов были лидерами «шпионско-диверсионной повстанческой организации». Для деятельности этой организации в СССР был заброшен агент Мулланур Усманов, который связался в одним из руководителей ЦДУМ Зией Камали.
В приговоре Верховного суда Башкирской АССР от 22 декабря 1936 года обвинение было изложено следующим образом. Разведки двух иностранных держав создали в СССР «шпионско-диверсионную контрреволюционную организацию среди мусульман» во главе с руководителями ЦДУМ — покойным муфтием Ризаитдином Фахретдиновым и Кашафом Тарджимановым. Эта контрреволюционная группа действовала по заданиям белоэмигрантских центров в Берлине и Харбине. Руководителями эмигрантских центров, которые якобы давали указания по ведению антисоветской деятельности, в приговоре были названы Гаяз Исхаки, Галимджан Идриси и Рашид Ибрагимов.

## Приговоры и судьба осужденных
22 декабря 1936 года Верховный суд Башкирской АССР вынес приговор по делу № 2301 (уфимская группа). Были осуждены 11 человек к лишению свободы сроком от 4 до 8 лет с последующим поражением в правах на срок от 3 до 5 лет (все 11 названы активными участниками «башкирского филиала» контрреволюционной организации). 12-й подсудимый (инженер Башнефти Зия Мужавиров) был оправдан. Столь мягкий приговор вызвал недовольство обвинения. Специальная коллегия Верховного суда РСФСР в октябре 1937 года отменила приговор и направила дело на пересмотр. В 1938 году Верховный суд РСФСР вынес новый приговор в отношении 11 обвиняемых уфимской группы (Абдурахман Фахретдинов к тому времени умер и был исключен из списка обвиняемых):
- 8 человек (Абызгильдин, Камалетдинов, Шараф-Шагар, Ахтямов, Ханисламов, Усманов, Хабиров и ранее оправданный Мужавиров) приговорены к расстрелу;
- 3 человека получили по 10 лет лагерей с поражением в правах сроком на 5 лет.

Осужденные к расстрелу подали ходатайства о помиловании в Верховный суд СССР, который в мае 1938 года заменил расстрел Хабирову и Ханисламову на лишение свободы и прекратил дело в отношении умершего от «отека легких» Ахтямова. Таким образом из 12 фигурантов «уфимской группы» ЦДУМ двое умерли в тюрьме до приведения в исполнение приговора, 5 были расстреляны 17 июня 1938 года, а еще 5 человек получили лишение свободы. Из осужденных к лишению свободы один (Ханисламов) умер в тюрьме Соль-Илецка 30 января 1942 года.
Дело «московской группы» рассматривалось в судебном порядке и в итоге обвиняемые получили более мягкое наказание, чем члены уфимской группы. В январе 1937 года Военная коллегия Верховного суда СССР приговорила имам-хатыба Абдуллу Шамсутдинова к расстрелу (казнен в 1937 году), а большинство остальных к 10 годам лишения свободы и к 5 годам поражения в правах. В 1949—1952 годах были вторично осуждены и отправлены в лагерь четыре фигуранта «московской группы» дела ЦДУМ: Акчурин, Девишев, Ерзин и Мусяев. 23 декабря 1937 года была расстреляна женщина-казый Мухлиса Буби.
Фигурант казанской группы Хади Атласов был расстрелян 15 февраля 1938 года по приговору Верховного суда Татарской АССР

## Процессы, связанные с делом ЦДУМ
«Дело ЦДУМ» породило целый ряд сфабрикованных процессов в разных республиках и областях СССР. Их фигуранты (духовные лица и верующие) обвинялись в том, что создавали антисоветские повстанческие организации по заданию осужденных членов ЦДУМ. Количество осужденных по таким делам-«отголоскам» намного превысило число осужденных по делу ЦДУМ. Советские следователи, фабрикуя дела, исходили из того, что контрреволюционная повстанческая организация мусульман Кашафа Тарджиманова и Ризаитдина Фахретдинова имела ряд филиалов по всему СССР. В силу широких контактов ЦДУМ и местного духовенства в 1920-е годы сложилась ситуация, когда практически любого мусульманского деятеля можно было обвинить в связях с Ризаитдином Фахретдиновым и Кашафом Тарджимановым.
Обвиняемого арестовывали и вынуждали сознаться, а также назвать круг еще не арестованных «сообщников». Их также арестовывали и объявляли членами «панисламистской» или «националистической» контрреволюционной организации, находящейся под влиянием руководителей ЦДУМ с связанной с иностранными разведками, а также мусульманской эмиграцией. Деление «панисламист» — «националист» было условным. В 1930-е годы сотрудники советских спецслужб идентифицировали как панисламистов религиозных лидеров, которые выступали за единение всех советских мусульман (если лидер выступал за самоорганизацию по национальному признаку, то его обвиняли в пантюркизме). Благодаря такой трактовке все действия лидеров Центрального духовного управления мусульман 1920-х годов, направленные на расширение сферы влияния ЦДУМ (как в СССР, так и за рубежом) были в период Большого террора объявлены «панисламистскими».
Выбор иностранной разведки, с которой «сотрудничал» обвиняемый зависел от текущей внешней политики СССР. Так, дело «Цепь Корана» (1940—1941 годы) было сфабриковано в период, когда у СССР были хорошие отношения с Германией. Поэтому фигурантам «Цепи Корана» связи с разведкой нацистской Германии в вину не вменялись.
На местах следователи пытались связать «повстанческую деятельность» ЦДУМ со сфабрикованными делами других «повстанческих организаций». Например, в Прикамье в 1937 году рассматривалось дело № 26356 в отношении мусульман Перми и башкирского села Кояново. В это же время в Свердловской области (в ее состав входила до 1938 года Пермь) разрабатывалось дело об «уральском штабе восстания», который якобы возглавлял бывший глава Уральской области Иван Кабаков. Никаких оснований подозревать коммуниста Кабакова в симпатиях к мусульманскому духовенству не было. Однако был найден «свидетель», который показал связь «Уральского повстанческого штаба» и ЦДУМ. Им стал православный священник, арестованный 1 июня 1937 года за антисоветскую агитацию. Священник показал 13 августа 1937 года, что Ахмет-Заки Валидов из Франции руководил подпольной деятельностью через Хады Максуды (Ташкент) и ЦДУМ. Кроме того, «Уральский повстанческий штаб», созданный «троцкистами, правыми и другими контрреволюционными партиями в блоке с духовенством» сотрудничал с ЦДУМ. Также из протокола допроса священника следовало, что «Уральский повстанческий штаб» организовывал повстанческие ячейки в селах, деревнях, на заводах, в колхозах и среди духовенства. В 1939 году выяснилось, что показания за священника были составлены следователем, а духовное лицо просто подписало их. 11 сентября 1937 года тройка УНКВД приговорила всех фигурантов дела к расстрелу с конфискацией имущества.

### Свердловск (дело № 11999)

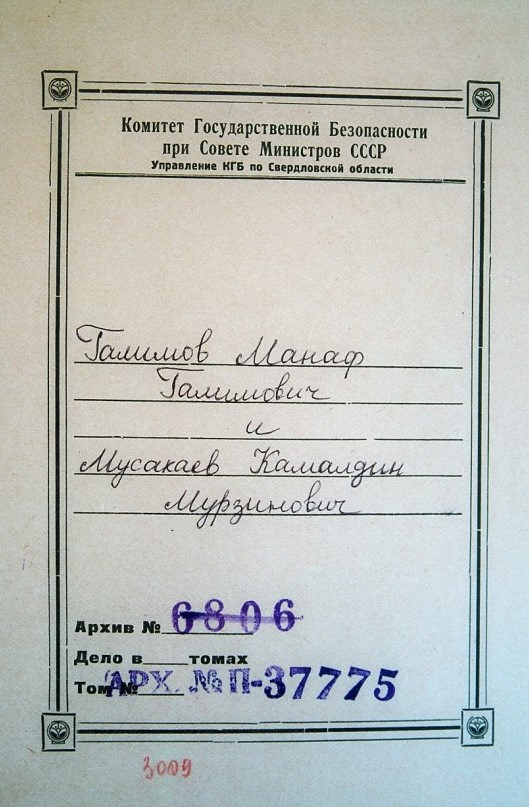
Обложка дела № 11999

С делом ЦДУМ было связано дело № 11999 по обвинению двух работников Мусульманского (Татаро-башкирского) кладбища Свердловска — мутаваллия Камалетдина Мусакаева (1861 года рождения) и нелегального муллы Манафа Галимова (1876 года рождения). Обоих арестовали в 1937 году. Один из них работал официально на кладбище сторожем.
В газете «Социализм Юлы» вышла статья «Разгромить контрреволюционное гнездо» о нелегальной мусульманской общине на кладбище Свердловска:

Воспользовавшись слабой постановкой антирелигиозной пропаганды в г. Свердловске, сгруппировавшись вокруг татарского кладбища, остатки мулл и муазинов, получили широкую возможность вести свою грязную подлую контрреволюционную работу. Они пытаются отравлять религиозным дурманом отсталую часть трудящихся. Встав на тонкий и хитрый путь, маскируясь, они стремятся вести антисоветскую, контрреволюционную работу.
5 лет тому назад в Свердловск приехал мулла дер. Муслимова Куншаковского р-на Челябинской области Галимов Маннаф. Он устраивается «сторожем» на татарском кладбище. Под маской «сторожа» он ведет свое темное дело. Он устраивает панихиды, читает коран и т. д. Наряду с этим этот бандит, под предлогом устройства «гаид» группирует вокруг себя все остатки контрреволюционных элементов из татар, готовит себе «кадры».
Сторож Маннаф взял к себе муазина Байдагулова, который жил под маской «сторожа» же на СУГРЭСе. Байдагулов нигде не работает, а живет на «подачках», как «священный» человек. Таким образом, остатки мулл и муазинов татарское кладбище превратили в центр своей контрреволюционной деятельности. Они имеют тесную связь с Центральным Духовным Управлением — муфтием, получают от него указания. Вместе с так называемым «Я муфтий города» Камалетдином Мусакаевым и Мухаметзяновым среди населения собирают деньги. Для покрытия своего подлинного лица, для живой связи с религиозными элементами пользуются 8-9 летней девочкой.

Обо всем этом в городской Совет было подано несколько сигналов. И городской совет и управление хозяйством кладбища все еще не шевелятся. Чего они ожидают, почему они терпят такое положение.

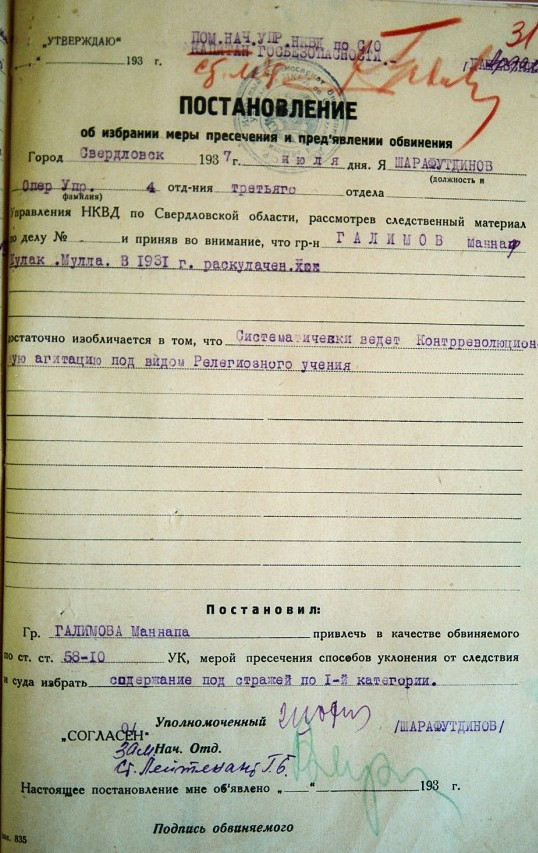
Постановление о предъявлении обвинения Манафу Галимову

Галимов работал с 1933 года сторожем Мусульманского кладбища. Он рассказал на допросе о том, что на кладбище действует «невыборный совет». Галимов сообщил, что отсылал деньги в ЦДУМ и что он осуществлял следующие действия:

Сбор денег на нужды ЦДУМ и на местные расходы, то есть на расходы по содержанию муллы, молитвенного дома т.д. Кроме того, ЦДУМ нам почти в каждом письме ставил, как одну из ближайших задач, — организацию мусульманской религиозной общины и выборы муллы, предлагало, что эту задачу свердловские мусульмане обязаны выполнить и добиться от местного органа Советской власти юридического оформления. Мы эти вопросы ставили перед верующими, но за очень небольшим исключением стариков, нас никто не поддерживал, и мы законного «махалля» (религиозного совета) организовать не сумели. В части денежного сбора, мы эту задачу выполняли, сколько могли. Каждый праздник, то есть в «Ураза Байрам» и «курбан Байрам» в ЦДУМ через Мусакаева отправляли по сто и больше рублей
Мусакаев показал, что в 1928 году был избран мутаваллием в Свердловске. С 1933 года Мусакаев исполнял обязанности мутаваллия нелегально.

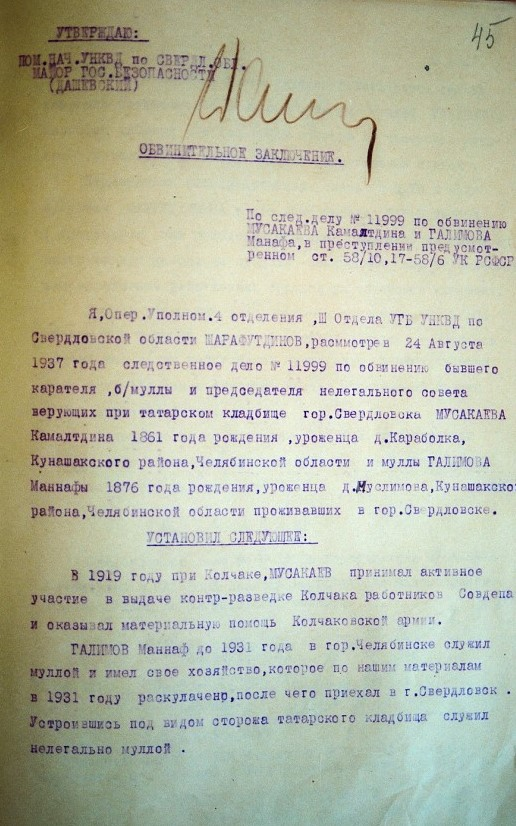
Первая страница обвинительного заключения в отношении К. Мусакаева и М. Галимова (дело № 11999)

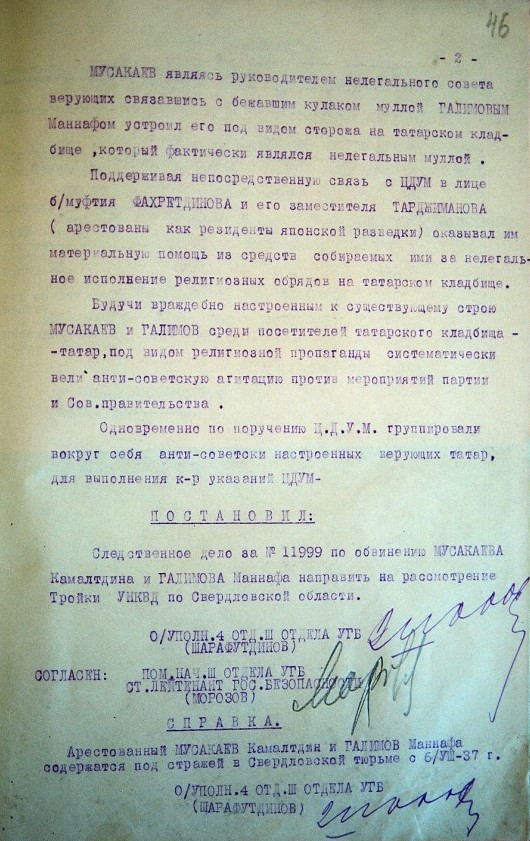
Вторая страница обвинительного заключения по делу № 11999

В итоге было возбуждено дело № 11999 в отношении Галимова и Мусакаева (оба были арестованы с 6 июля 1937 года). Мусакаева обвиняли в том, что он поддерживал колчаковские власти и в 1919 году выдал им двух агентов, которые были расстреляны.
Галимову и Мусакаеву вменяли в вину контрреволюционную деятельность. Действия обоих связывали с деятельностью руководителей ЦДУМ Кашафа Тарджиманова и Ризаитдина Фахретдинова. В обвинительном заключении 1937 года следователь Шарафутдинов указал следующее:

Мусакаев являясь руководителем нелегального совета верующих связавшись с бежавшим кулаком муллой Галимовым Маннафом устроил его под видом сторожа на татарском кладбище, который фактически являлся нелегальным муллой.
Поддерживая непосредственную связь с ЦДУМ в лице б/муфтия Фахретдинова и его заместителя Тарджиманова (арестованы как резиденты японской разведки) оказывал им материальную помощь из средств, собираемых ими за нелегальное исполнение религиозных обрядов на татарском кладбище.
Будучи враждебно настроенным к существующему строю Мусакаев и Галимов среди посетителей татарского кладбища — татар, под видом религиозной пропаганды систематически вели анти-советскую агитацию против мероприятий партии и Сов.правительства.

Одновременно по поручению Ц. Д. У. М. группировали вокруг себя анти-советски настроенных верующих татар, для выполнения к-р указаний ЦДУМ
Шарафутдинов допустил ошибку, указав, что Фахретдинов был уже арестован. На самом деле Фахретдинов не подвергался аресту. Кроме того, на момент возбуждения уголовного дела в отношении Мусакаева и Галимова, Фахретдинов уже больше года как был мертв.

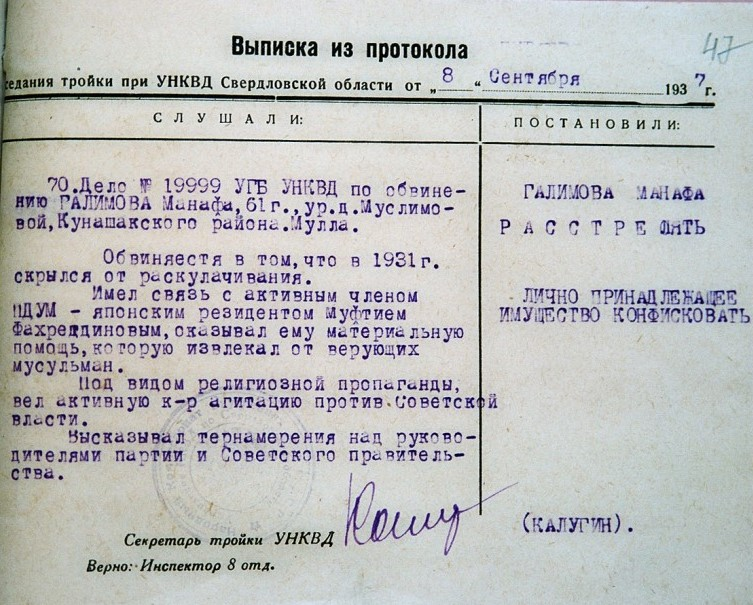
Выписка из протокола заседания тройки УНКВД по Свердловской области от 8 сентября 1937 года о расстреле Галимова

8 сентября 1937 года приговором тройки УНКВД по Свердловской области Галимов и Мусакаев были приговорены к расстрелу. Казнены в тот же день, реабилитированы 16 января 1989 года.

#### Татарская операция в Прикамье
Свердловское дело Галимова — Мусакаева в конечном итоге переросло в операцию по национальному признаку в Свердловске и в Прикамье, которое до 1938 года входило в состав Свердловской области и территориально находилось в ведении Управления НКВД по Свердловской области. Галимов и Мусакаев рассматривались как представители японских резидентов из ЦДУМ. Поэтому татарское население стало рассматриваться руководством УНКВД по Свердловской области как ненадежное и связанное с японской разведкой.
Руководитель НКВД в Перми Василий Левоцкий, исполняя директиву начальника свердловского УНКВД Дмитриева заявил на совещании в своем кабинете:

Возьмем г. Пермь, город оборонный но в нем много живет татар, мы должны его сделать русским городом, всех татар переарестовать, это такой народ, который нас — русских — предаст
По словам профессора Лейбовича, Левоцкий считал, что татары — «японские протектораты».
По приказу Левоцкого была проведена операция по массовому изъятию татар в Краснокамске, в ходе которой сотрудники НКВД «врывались в бараки, арестовывали людей, группировали их в грузовых автомашинах, и партиями в 50-60 человек направляли на вокзал, где их должны были ожидать направленные в Краснокамск по инициативе Левоцкого железнодорожные вагоны».
В Свердловске в 1938 году также прошли репрессии в отношении татар, обвиненных в шпионаже в пользу Японии. При этом арестовывали татарских коммунистов. Следователь Шарафутдинов и иные сотрудники НКВД сфабриковали дело «националистической организации „Идель-Урал“, созданной японской разведкой». Согласно фабуле дела, Кашаф Тарджиманов и муфтий московской мечети Шамсутдинов (завербованные японской разведкой) сотрудничали с татарскими деятелями Урала, которые должны были создавать агентурную сеть для сбора информации (о производственных мощностях уральских предприятий, пропускной способности железных дорог и численности войск) и проведения диверсий.
26 - 28 декабря 1937 года в Свердловске были арестованы как татарские националисты 45 человек (татары, 1 башкир, 1 чуваш и 2 удмурта), включая бывшего главного редактора "Социализм юлы" Сабира Садыкова. 27 января 1938 года был расстрелян Сабир Садыков, в 1937 году снятый с должности ректора татарской газеты «Социализм юлы». Дело Садыкова вел следователь Шарафутдинов. Одновременно с Садыковым содержался в камере Г. Курмаев, который показал как получали показания:

… Спустя 3 месяца после моего ареста, то есть 15.01.38 года, зам. нач. IV отделения III отдела Т. Хальков и следователь т. Шарафутдинов, вызвав меня на допрос, заявили: «Ты, Курмаев, нами уже выявлен как честный и невиновный человек, но мы просим тебя помочь НКВД в деле разоблачения шпионской разведки враждебного нам японского государства, ибо это необходимо урегулирования межгосударственных вопросов».
… Вышеуказанные следователи тогда обещали меня освободить через полтора месяца, а тов. Шарафутдинов говорил, что твое дело по ст. 58 п. 10 и 11 будет прекращено за отсутствием состава преступления и при освобождении будем давать об этом справку.

Я как честный коммунист поверил ответственным работникам Свердловского НКВД и на другой день, то есть 16.01.1938 года, подписал принесенное им, Шарафутдиновым, фиктивное заявление с указанием также фиктивных участников в этом фиктивном деле
В один день с Садыковым были расстреляны 43 арестованных 26 — 27 декабря 1937 года. В 1938 году в Свердловске арестовали еще около 20 татар, но из них расстреляли только двоих, а большинство остальных было освобождено.
Одновременно со Свердловском в Нижнем Тагиле была вскрыта контрреволюционная тюркско-татарская организация (около 200 человек), которая (по версии следователя) ориентировалась на Японию с целью создания «самостоятельного татарского государства Идель-Урала, родиной которого является Поволжье и весь Урал, включая сюда Оренбургские степи». Главой организации был объявлен Абдулхан Юнусов, которого арестовали 27 декабря 1937 года, но 16 марта 1938 года освободили.
В деревне Шокурово (Нижне-Сергинский район) в октябре 1937 года арестовали 9 татар, вернувшихся в 1922—1925 годах из Китая, обвинили их в создании татарской националистической организации под эгидой японской разведки и расстреляли в январе — феврале 1938 года.

### Горьковская и Куйбышевская области
В Поволжье сотрудники НКВД сфабриковали два уголовных дела на мусульманских духовных лиц:
- Повстанческая организация Краснооктябрьского района Горьковской области (1937 год). По этому делу были осуждены 76 (по другим данным 78) городских и районных мулл, расстреляны 56 человек;
- «Группа Муртазина» («националистическая контрреволюционная организация Куйбышевской области — ячейка заграничной организации „Идель-Урал“») Постановлением «тройки» УНКВД от 20 декабря 1937 года по этому делу 41 человек был осужден к расстрелу, а 1 к лишению свободы.

Обе эти организации по мнению сотрудников НКВД, развивались под идейным влиянием лидеров ЦДУМ (в частности Кашафа Тарджиманова) и были связаны с мусульманской эмиграцией.

### Южный Казахстан и Узбекистан (1937—1938 годы)
В 1937—1938 годах в Южном Казахстане и Узбекистане была «раскрыта» «антисоветская панисламистская террористическо-повстанческая и шпионско-диверсионная организация», связанная с мусульманской эмиграцией и японской разведкой. Большинство обвиняемых по этому делу (231 человек из 267) были из Южного Казахстана, остальные из Узбекистана. Дело связали с «делом ЦДУМ»: обвиняемым вменяли в вину связь с «японскими агентами» из состава ЦДУМ — кази ЦДУМ Магди Магкуловым (расстрелян в 1937 году) и заместителем муфтия ЦДУМ Кашафом Тарджимановым. По итогам этого дела, двое религиозных авторитетов-ишанов, которых советские органы считали лидерами организации (узбек Юсупхан Умартюряев и казах Алькен Джангирходжаев) были расстреляны в 1937 году.

### Цепь Корана (1940—1941 годы)
3 июля 1940 года на территории Казахской ССР был арестован ишан Суфихан Искандеров, который дал показания о том, что в Узбекистане действует панисламистская организация, связанная с мусульманской эмиграцией в соседнем Афганистане. Благодаря показаниям Искендерова (следствие по нему велось в Алма-Ате) и донесениям агентуры сотрудники НКВД «выявили» обвиняемых в Самарканде и Самаркандской области, Туркмении и Казахстане. Сам Искандеров 1907 года рождения был уроженцем кишлака Торы-Айгир Ак-Дарьинского района Самаркандской области и являлся ишаном, муллой с высшим духовным образованием.
Привлекаемых лиц обвинили в создании «панисламистской повстанческой организации». Подозреваемыми по делу проходили 237 человек (мусульманские духовные лица, представители дореволюционной светской элиты). Их обвиняли в том, что они хотели создать на территории Средней Азии государство, основанное на принципах шариата во главе с мусульманским духовенством при вооружённой помощи «капиталистических мусульманских государств против кяфиров-большевиков и советской власти». По версии следствия, эта повстанческая организация была связана с разведками мусульманских стран (Ирана, Саудовской Аравии, Турции), Великобритании и Франции.
Версия следствия была такой. Актив выявленной «панисламистской организации» должен был вести «шпионско-разведывательную работу» по заданию руководства ЦДУМ: муфтия Ризаитдина Фахретдинова, его заместителя Кашафа Тарджиманова и казыя Магди Магкулова. Эти указания казахские и среднеазиатские мухтасибы, муллы и ишаны якобы получили на общероссийских съездах мусульман 1923 и 1926 годов.
По делу были арестованы 70 человек, из которых 12 были расстреляны. 27 августа 1959 года все фигуранты «Цепи Корана» были реабилитированы «за отсутствием состава преступления».

## Реабилитация фигурантов дела ЦДУМ
В ходе хрущевской реабилитации почти все фигуранты дела были реабилитированы. С требованием пересмотра дела выступили четверо выживших фигурантов «московской группы» «дела ЦДУМ» (Бадамшин, Акчурин, Ерзин и Мусяев). В марте 1956 года Верховный суд СССР признал, что «в суде многие оклеветали себя в результате применения к ним незаконных методов ведения следствия» отменил приговор и прекратил дело в отношении 24 осужденных «московской группы». В 1960-е годы был реабилитирован Мужавиров. В отношении имама-хатыба Абдуллы Шамсутдинова приговор был оставлен в силе.